# Алан Джонсон
Алан Артур Джонсон (англ. Alan Arthur Johnson; нар. 17 травня 1950, Лондон, Англія) — британський політик-лейборист. Міністр внутрішніх справ з 5 червня 2009 по 11 травня 2010. До цього він обіймав широкий спектр міністерських посад в обох урядах Блера і Брауна, у тому числі міністра охорони здоров'я і міністра освіти. Джонсон є членом парламенту з 1997 року.
Він походить з родини робітничого класу. Осиротівши у ранньому віці, він був вихований своєю старшою сестрою. Джонсон залишив школу у 15 років і влаштувався на роботу складальником у Tesco, а потім став листоношею. Він брав участь у профспілковій діяльності і у 1987 році став офіційним представником Союзу працівників зв'язку, був обраний генеральним секретарем Союзу у 1992.
Джонсон був двічі одружений, має чотирьох дітей.